# Здоле (Кршко)
Здоле (словен. Zdole) је насељено место у општини Кршко, Посавска регија, Словенија.

## Историја
До територијалне реорганизације у Словенији било је у саставу старе општине Кршко.

## Становништво
У попису становништва из 2011. године, Здоле је имало 287 становника.
| Број становника према пописима | Број становника према пописима | Број становника према пописима |
| ------------------------------ | ------------------------------ | ------------------------------ |
| 1991                           | 2002                           | 2011                           |
| 257                            | 255                            | 287                            |

Напомена: Године 2014. извршена је мања размена територија између насеља Плетерје и Здоле.